# 刻点拟锉蛤
是魁蛤目笠蚶科Crenulilimopsis的一种。主要分布于中国大陆、台湾，常栖息在深海。